# リヒャルト・フォン・ヴァイツゼッカー
リヒャルト・カール・フライヘア・フォン・ヴァイツゼッカー（Richard Karl Freiherr von Weizsäcker、1920年4月15日 - 2015年1月31日）は、ドイツの政治家。弁護士、貴族。キリスト教民主同盟（CDU）所属。西ベルリン市長（在任：1981年 - 1984年）、第6代連邦大統領（在任：1984年 - 1994年）を歴任。

## 経歴

### 少年期・軍人として
外交官エルンスト・フォン・ヴァイツゼッカー（Ernst von Weizsäcker）の息子として、シュトゥットガルト新宮殿(de)の一室に生まれた。兄2人と姉が1人。長兄は哲学者・物理学者のカール・フリードリヒ・フォン・ヴァイツゼッカー。祖父カール・フォン・ヴァイツゼッカー（Karl von Weizsäcker）はヴュルテンベルク王国文化相・首相を歴任し、1916年に世襲の男爵（Freiherr）の称号を授与された。父親の転勤に従い1920年 - 1924年にスイスのバーゼル、1924年 - 1926年はデンマークのコペンハーゲン、さらに1931年 - 1933年にノルウェーのオスロ、1933年 - 1936年は再びスイスのベルンで過ごし、1937年にベルリンに戻った。1937年にベルリンのギムナジウムを卒業し、イギリスのオックスフォード大学やフランスのグルノーブル大学に留学して哲学や歴史学の講義を聴講した。1938年、勤労奉仕義務のためドイツに帰国。
同年兵役でドイツ国防軍に入営し、ポツダムの第23歩兵師団第9連隊の機関銃中隊に配属された。同じ連隊に少尉として次兄のハインリッヒがいた。1939年9月1日にドイツがポーランドに侵攻して第二次世界大戦が勃発、彼の部隊はポーランド侵攻作戦に参加する。開戦翌日（9月2日）のブィドゴシュチュ近郊の戦闘で、彼から数百メートル離れた地点で次兄が戦死した。部隊はルクセンブルクとの国境に配置転換され、西方電撃戦に参加。1941年には東部戦線でバルバロッサ作戦に参加、ソ連軍と戦う。1941年夏に最初の負傷をして4週間を野戦病院で過ごした。1942年に陸軍総司令部付の連絡将校となるが、中尉に昇進するとすぐに前線の自分の部隊に復帰し連隊長付副官となった。のちに予備役大尉となり、1944年5月にはローマ教皇庁に大使として派遣されている父を訪ねてローマに赴いた。同じ部隊の戦友にはヒトラー暗殺計画に参加していた将校がおり、計画を打ち明けられていたという。1945年4月上旬に東プロイセンで軽傷を負い後送され、同年5月8日の終戦時はリンダウにいた。

### 政治家・西ベルリン市長

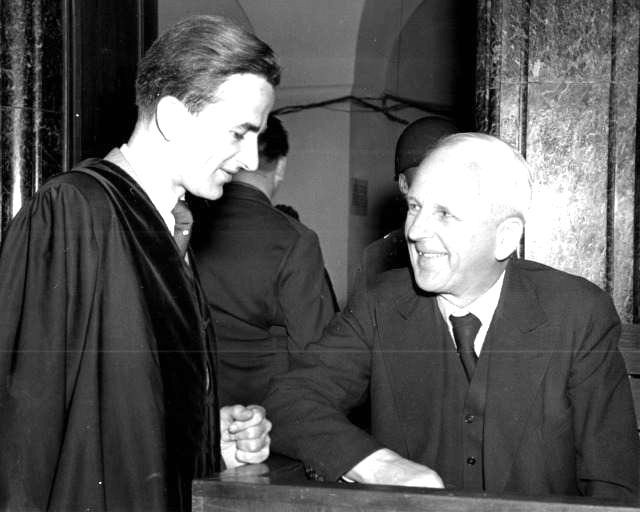
ニュルンベルク裁判で父エルンスト（右）を弁護する、若き日のヴァイツゼッカー

1945年に学業に復帰し、ゲッティンゲン大学で法学を専攻。しかし1947年から1949年まで、ナチス・ドイツの外務次官としてニュルンベルク裁判で裁かれていた父の弁護に関わるために休学。担当弁護士の事務所でアシスタントとして研修、父親の弁護を手伝った。1950年に司法修習生、1953年には国家司法試験に合格。1955年には法学博士号を取得した。1953年にマリアンネ・フォン・クレッチマン（Marianne von Kretschmann）と結婚し、4人の子に恵まれ、うち3人は異なる分野で大学教授に就任している。1953年から5年間、マンネスマン社で法律顧問などとして働いていた。その後1962年まで妻の縁故の銀行に勤務、1966年までインゲルハイムにあるベーリンガー・インゲルハイム社に勤務。
1954年キリスト教民主同盟（CDU）に入党。党の連邦代表委員を1966年から1984年まで務めた。1966年にドイツ連邦議会選挙への出馬を勧められるが、当時ドイツ福音主義教会大会（キルヘンターク）の議長職にあったため辞退した。1967年から1984年までドイツ福音主義教会（EKD）常議員も務めた。1968年、ラインラント・プファルツ州の党代表だったヘルムート・コールに初めて党の連邦大統領候補に推薦されたが、党内投票でゲアハルト・シュレーダー国防相に敗れた。1969年、ヴォルムス選挙区から出馬してドイツ連邦議会議員に初当選、1981年までの4期にわたり連邦議会議員を務めた。1971年にCDU党首ライナー・バルツェルにより党の政策調査会長に任命された。その成果は2年後の党大会で発表されて議論を呼び、1978年の党綱領に盛り込まれた。1973年には党の連邦議会院内総務職に出馬したが、決選投票で院内副総務のカール・カルステンスに敗れた。

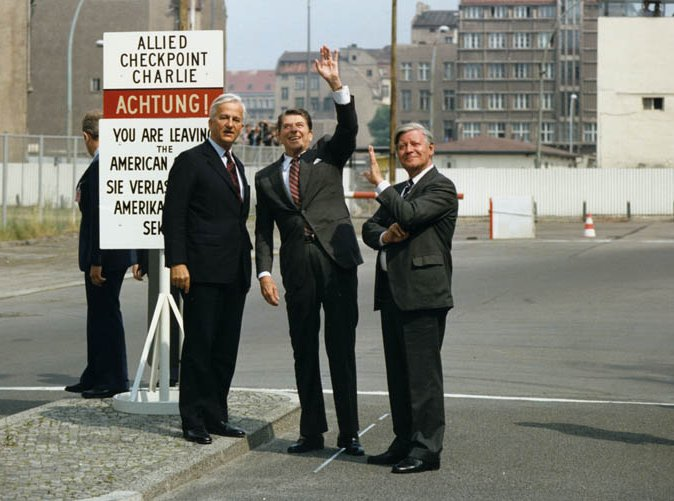
西ベルリン市長としてロナルド・レーガン大統領（中央）とヘルムート・シュミット首相（右）を迎えたヴァイツゼッカー（1982年6月11日、チェックポイント・チャーリー検問所）

1974年の連邦会議において、ヴァイツゼッカーはCDUの連邦大統領候補となったが、ドイツ社会民主党（SPD）・自由民主党（FDP）の連立与党が推すヴァルター・シェール（FDP）に敗れた。1976年、コール率いる「影の内閣」に入閣。1979年から1981年まで、ドイツ連邦議会副議長。1979年、初めて西ベルリン市長候補として西ベルリン市議会選挙を戦い第一党を獲得するが、政権奪取はならなかった。1981年の市議会選挙では48%の高得票率でCDUは再び第一党になり、ヴァイツゼッカーは西ベルリン市長に就任した。

### 連邦大統領

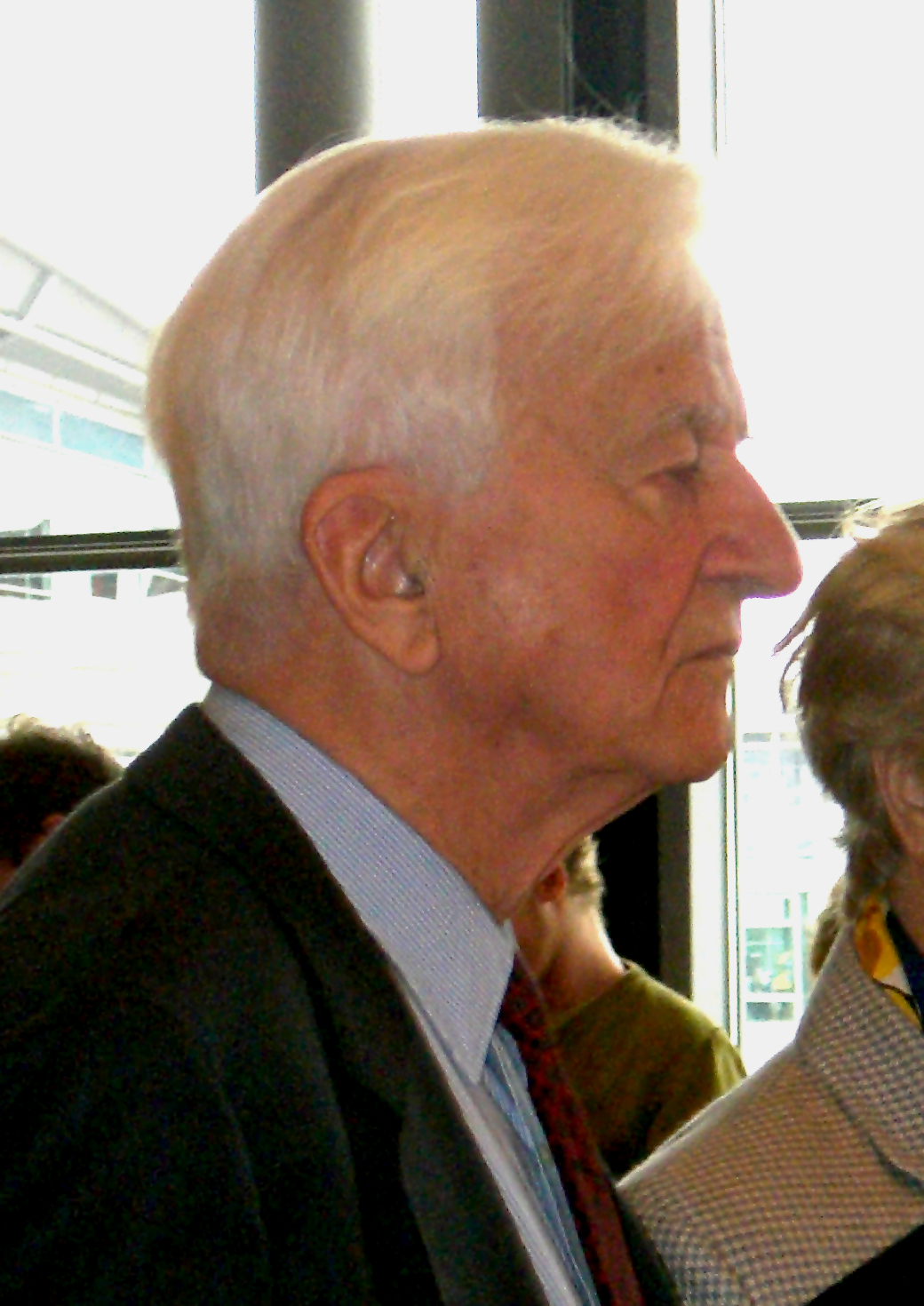
2006年、フランクフルト・ブックフェアを訪れたヴァイツゼッカー

1983年11月、高齢を理由に連邦大統領の再任を辞退したカール・カルステンスの後継として、ヴァイツゼッカーはCDUの連邦大統領候補に選ばれた。1984年5月23日の連邦会議において第6代連邦大統領に選出され、7月1日に就任した。1989年5月23日に連邦大統領に再選されて二期目を迎えたが、このときは対立候補がいなかったため、候補者がヴァイツゼッカーひとりであった。
1994年6月30日の連邦大統領退任後は、ゲアハルト・シュレーダー政権によってドイツ連邦軍改革委員会議長に任命された。また、「Three Wise Men」の一員として欧州委員会に任命され、EU統合の過程を担っていた。またローマ・クラブ会員でもあった。
2015年1月31日、ドイツ大統領府がヴァイツゼッカーが死去したと発表した。94歳没。2月11日、国葬がベルリン大聖堂で執り行われた。

### 「荒れ野の40年」ヴァイツゼッカー連邦大統領演説の一部（1985年5月8日）
歴史の中で戦いと暴力とにまき込まれるという罪——これと無縁だった国が、ほとんどないことは事実であります。しかしながら、ユダヤ人を人種としてことごとく抹殺する、というのは歴史に前例を見ません。 
この犯罪に手を下したのは少数です。公けの目にはふれないようになっていたのであります。しかしながら、ユダヤ系の同国民たちは、冷淡に知らぬ顔をされたり、底意のある非寛容な態度をみせつけられたり、さらには公然と憎悪を投げつけられる、といった辛酸を 嘗めねばならなかったのですが、これはどのドイツ人でも見聞きすることができました。 シナゴーグの放火、掠奪、ユダヤの星のマークの強制着用、法の保護の剥奪、人間の尊厳 に対するとどまることを知らない冒涜があったあとで、悪い事態を予想しないでいられた人はいたでありましょうか。 
目を閉じず、耳をふさがずにいた人びと、調べる気のある人たちなら、（ユダヤ人を強制的に）移送する列車に気づかないはずはありませんでした。人びとの想像力は、ユダヤ人絶滅の方法と規模には思い及ばなかったかもしれません。しかし現実には、犯罪そのものに 加えて、余りにも多くの人たちが実際に起こっていたことを知らないでおこうと努めていたのであります。当時まだ幼く、ことの計画・実施に加わっていなかった私の世代も例外ではありません。 
良心を麻痺させ、それは自分の権限外だとし、目を背け、沈黙するには多くの形がありました。戦いが終り、筆舌に尽しがたいホロコースト（大虐殺）の全貌が明らかになったとき、一切何も知らなかった、気配も感じなかった、と言い張った人は余りにも多かったのであります。 
一民族全体に罪がある、もしくは無実である、というようなことはありません。罪といい無実といい、集団的ではなく個人的なものであります。
人間の罪には、露見したものもあれば隠しおおせたものもあります。告白した罪もあれば 否認し通した罪もあります。充分に自覚してあの時代を生きてきた方がた、その人たちは 今日、一人ひとり自分がどう関わり合っていたかを静かに自問していただきたいのであります。 
今日の人口の大部分はあの当時子どもだったか、まだ生まれてもいませんでした。この人たちは自分が手を下してはいない行為に対して自らの罪を告白することはできません。 ドイツ人であるというだけの理由で、彼らが悔い改めの時に着る荒布の質素な服を身にまとうのを期待することは、感情をもった人間にできることではありません。しかしながら先人は、彼らに容易ならざる遺産を残したのであります。
罪の有無、老幼いずれを問わず、われわれ全員が過去を引き受けねばなりません。全員が過去からの帰結に関り合っており、過去に対する責任を負わされているのであります。
心に刻みつづけることがなぜかくも重要であるかを理解するため、老幼たがいに助け合わねばなりません。また助け合えるのであります。 
問題は過去を克服することではありません。さようなことができるわけはありません。後になって過去を変えたり、起こらなかったことにするわけにはまいりません。しかし、過去に目を閉ざす者は結局のところ現在にも盲目となります。非人間的な行為を心に刻もうとしない者は、またそうした危険に陥りやすいのです。
ユダヤ民族は今も心に刻み、これからも常に心に刻みつづけるでありましょう。
われわれは人間として心からの和解を求めております。 まさしくこのためにこそ、心に刻むことなしに和解はありえない、という一事を理解せねばならないのです。

### 演説に対する評価・援用への批判
1985年5月8日の連邦議会での演説の中の「過去に目を閉ざす者は結局のところ現在にも盲目となります」（永井清彦訳）という一節は、演説が行われた当初は特に注目されていなかった。この一節を日本で最初に見出して有名にしたのは、岩波書店の雑誌「世界」1985年11月号で、朝日新聞も同年11月3日にコラムで取り上げている。ジャーナリストの伊奈久喜によると、岩波書店の月刊雑誌『世界』編集長だった安江良介が、同年の11月号で該当ページの見出しに一節を用いて、賛意的に報道した。
伊奈は演説についてヴァイツゼッカーは「悪いのはヒトラーとナチズムであり、ドイツ国民・民族も被害者である」、「1985年時点の人口の大部分は戦時に子供や生誕前で、自らの罪を問うのは不可能だ」と述べていたこと、そもそもこの発言の数日後に、ナチスの武装親衛隊員の遺体埋葬で論争があるビットブルクにて、子孫にまでナチスの罪を問う人々を批判する発言をしたことからだ」と記している。ヴァイツゼッカーはそもそもニュルンベルク裁判で起訴されたナチス・ドイツの外務次官だった父のために休学してまで弁護活動をしていた。これらを踏まえて、ヴァイツゼッカーはあの一節に賛意的な人々が思っている思想の人物ではないと指摘している。実際にヴァイツゼッカーは自身の回顧録でも、父の罪状とされた平和に対する罪自体を法的根拠が無いと非難し、裁判も不当だと書いている。しかし、岩波書店はさらに、1986年2月に演説全文を掲載した日本語訳63頁の岩波ブックレット、1991年には単行本を出版している。この頃からこの一節が有名になり、歴史認識を批判するのにも使われるようになった。

## 表彰・名誉博士号
主なものを挙げる。
- 1975年　ドイツ連邦共和国功労勲章大功労十字章
- 1984年　ドイツ連邦共和国功労勲章特等大十字章
- 1987年　ハーヴァード大学名誉博士号
- 1992年　ナンセン難民賞
- 1995年　ウプサラ大学名誉博士号
- 1995年　早稲田大学名誉博士号
- 1996年　プラハ・カレル大学名誉法学博士号